# Darker than Black
Darker than Black: Kuro no keiyakusha (Darker than BLACK -黒の契約者-?, Dākā zan Burakku: Kuro no keiyakusha) è una serie televisiva anime co-creata, scritta e diretta da Tensai Okamura e prodotta dallo studio Bones.
Venne trasmessa per la prima volta in Giappone dal 5 aprile 2007 sulla MBS, la TBS e sulle stazioni affiliate, dal maggio 2007 invece sul canale satellitare Animax.
L'anime è stato adattato in manga sulla rivista Monthly Asuka. 
Una seconda serie televisiva, intitolata Darker than Black: Ryūsei no gemini (DARKER THAN BLACK -流星の双子-? lett. "Più scuro del nero: I gemelli della cometa"), è andata in onda dal mese di ottobre del 2009.

## Darker than Black: Kuro no keiyakusha

### Trama
Dieci anni fa, un territorio imperscrutabile ed anomalo conosciuto come Hell's Gate (Cancello dell'Inferno) apparve a Tokyo, alterandone il cielo e deturpandone il paesaggio. Il cielo sparì, sostituito da false stelle. Nello stesso momento, comparvero persone con poteri paranormali. Tenuti segreti alle masse, questi individui, conosciuti come Contraenti, sono in grado di uccidere a sangue freddo grazie ai propri poteri micidiali. Nonostante i sindacati nascondano loro il proprio scopo, varie nazioni mondiali li usano come spie o agenti, spesso col risultato di violente battaglie per ottenere informazioni. Le false stelle corrispondono ciascuna ai diversi Contraenti, e, ogni qual volta questi ultimi utilizzano il loro potere, vibrano. Perciò si possono identificare i Contraenti attraverso il Catalogo di Messier.

### Anime

#### Staff prima serie
- Progetto: Seiji Takeda (MBS), Masuo Ueda (Aniplex), Masahiko Minami (Bones), Takuo Minegishi (Hakuhodo DYMP),
- Ideazione: Bones, Tensai Okamura
- Character design originale: Yūji Iwahara
- Character design e direzione generale delle animazioni: Takahiro Komori
- Art Design: Tomoaki Okada, Masahiro Satō, Eiji Taguchi
- Direzione artistica: Takashi Aoi (Green)
- Designatore dei colori: Nobuko Mizuta
- Direttore della fotografia: Yoshiyuki Takei
- Montaggio: Kyōko Ogino (Jay Film)
- Musiche: Yōko Kanno
- Direttore del suono: Kazuhiro Wakabayashi (Fonishia)
- Effetti sonori: Shizuo Kurahashi, Sō Maibara (Soundbox)
- Direzione del sonoro: Tetsuya Satake
- Produttori delle musiche: Keiichi Tonomura, Toshiaki Ōta
- Produzione musiche: Aniplex, Borderline, Myrica Music
- Produttori: Hirō Maruyama (MBS), Ryō Ōyama (Aniplex), Yoshihiro Ōyabu (Bones), Osamu Hosokawa (Hakuhodo DYMP)
- Regia e struttura della serie: Tensai Okamura
- Animazioni: Bones
- Produzione: DTB Production Committee (Aniplex, Bones, Hakuhodo DY Media Partners, Myrica Music, Movic), Mainichi Broadcasting System

### Sigle
Opening (Sigla di apertura)
1 : "Howling" (episodi 1-14)
- Cantata da: Abingdon Boys School
- Etichetta: Epic Records Japan
- Testo: Takanori Nishikawa
- Componimento: Hiroshi Shibasaki
- Arrangiamento: Hiroshi Shibasaki, Shōji Morifuji, Toshiyuki Kishi

2 : "Kakusei Heroism ~The Hero Without A Name~" (episodi 15-23, 25)
- Cantata da: An Cafe
- Etichetta: Music Ray'n

Ending (Sigla di chiusura)
1 : "Tsukiakari [Moonlight]" (episodi 1-14)
- Cantata da: Rie fu
- Etichetta: Palm Beach Inc.
- Testo e componimento: Rie fu
- Arrangiamento: Tadashi Ueda

2 : "Dreams" (episodi 15-24)
- Cantata da: High and Mighty Color
- Etichetta: SME Records
- Testo: Maakii and Yuusuke
- Componimento: High and Mighty Color

### Episodi
| Nº  | Giapponese 「Kanji」 - Rōmaji                                                                                    | In onda           | In onda |
| Nº  | Giapponese 「Kanji」 - Rōmaji                                                                                    | Giapponese        |         |
| 1   | 「契約の星は流れた…(前編)」 - Keiyaku no hoshi ha nagare ta... (zenpen)                                          | 5 aprile 2007     |         |
| 2   | 「契約の星は流れた…(後編)」 - Keiyaku no hoshi ha nagare ta... (kōhen)                                           | 12 aprile 2007    |         |
| 3   | 「新星は東雲の空に煌く…(前編)」 - Shinsei ha shinonome no sora ni ku... (zenpen)                                 | 19 aprile 2007    |         |
| 4   | 「新星は東雲の空に煌く…(後編)」 - Shinsei ha shinonome no sora ni ku... (kōhen)                                  | 26 aprile 2007    |         |
| 5   | 「災厄の紅き夢は東欧に消えて…(前編)」 - Saiyaku no akaki yume ha tōō ni kie te... (zenpen)                       | 3 maggio 2007     |         |
| 6   | 「災厄の紅き夢は東欧に消えて…(後編)」 - Saiyaku no akaki yume ha tōō ni kie te... (kōhen)                        | 10 maggio 2007    |         |
| 7   | 「五月雨にクチナシは香りを放ち…(前編)」 - Samidare ni kuchinashi ha kaori o hanachi... (zenpen)                  | 17 maggio 2007    |         |
| 8   | 「五月雨にクチナシは香りを放ち…(後編)」 - Samidare ni kuchinashi ha kaori o hanachi... (kōhen)                   | 24 maggio 2007    |         |
| 9   | 「純白のドレスは少女の夢と血に染まる…(前編)」 - Junpaku no doresu ha shōjo no yume to chi ni somaru... (zenpen)  | 31 maggio 2007    |         |
| 10  | 「純白のドレスは少女の夢と血に染まる…(後編)」 - Junpaku no doresu ha shōjo no yume to chi ni somaru... (kōhen)   | 7 giugno 2007     |         |
| 11  | 「壁の中、なくしたものを取り戻すとき…(前編)」 - Kabe no naka, naku shi ta mono o torimodosu toki... (zenpen)     | 14 giugno 2007    |         |
| 12  | 「壁の中、なくしたものを取り戻すとき…(後編)」 - Kabe no naka, naku shi ta mono o torimodosu toki... (kōhen)      | 21 giugno 2007    |         |
| 13  | 「銀色の夜、心は水面に揺れることなく…(前編)」 - Giniro no yoru, kokoro ha suimen ni yureru koto naku... (zenpen) | 28 giugno 2007    |         |
| 14  | 「銀色の夜、心は水面に揺れることなく…(後編)」 - Giniro no yoru, kokoro ha suimen ni yureru koto naku... (kōhen)  | 5 luglio 2007     |         |
| 15  | 「裏切りの記憶は琥珀色の微笑み…(前編)」 - Uragiri no kioku ha kohaku shoku no hohoemi... (zenpen)                | 12 luglio 2007    |         |
| 16  | 「裏切りの記憶は琥珀色の微笑み…(後編)」 - Uragiri no kioku ha kohaku shoku no hohoemi... (kōhen)                 | 19 luglio 2007    |         |
| 17  | 「掃きだめでラブソングを歌う…(前編)」 - Haki dame de RABU SONG o utau... (zenpen)                                | 26 luglio 2007    |         |
| 18  | 「掃きだめでラブソングを歌う…(後編)」 - Haki dame de RABU SONG o utau... (kōhen)                                 | 2 agosto 2007     |         |
| 19  | 「あさき夢見し、酔いもせず…(前編)」 - Asaki yumemi shi, yoi mo se zu... (zenpen)                                 | 9 agosto 2007     |         |
| 20  | 「あさき夢見し、酔いもせず…(後編)」 - Asaki yumemi shi, yoi mo se zu... (kōhen)                                  | 16 agosto 2007    |         |
| 21  | 「粛正の街は涙に濡れて…(前編)」 - Shukusei no machi ha namida ni nure te... (zenpen)                             | 30 agosto 2007    |         |
| 22  | 「粛正の街は涙に濡れて…(後編)」 - Shukusei no machi ha namida ni nure te... (kōhen)                              | 6 settembre 2007  |         |
| 23  | 「神は天にいまし…」 - Kami ha ten ni i mashi...                                                                  | 13 settembre 2007 |         |
| 24  | 「流星雨」 - Ryūsei u                                                                                            | 20 settembre 2007 |         |
| 25  | 「死神の見る夢は、黒より暗い暗闇か？」 - Shinigami no miru yume ha, kuro yori kurai kurayami ka?                 | 27 settembre 2007 |         |
| OAV | 「桜の花の満開の下」 - Sakura no Hana no Mankai no Shita                                                         | 26 marzo 2008     |         |

### Manga

Copertina del primo volume dell'edizione italiana del manga

Un adattamento manga illustrato da Nokiya è stato serializzato sulla rivista Monthly Asuka. Naoshi Komi pubblicò la serie in due tankōbon, rispettivamente il 23 agosto 2007 e il 24 gennaio 2008.
Un secondo manga intitolato Darker than Black: Un fiore nero pece (Darker than BLACK ー漆黒の花ー?, Dākā zan Burakku -Shikkoku no Hana-), illustrato da Yūji Iwahara, il quale fu anche il character designer dell'anime, è stato pubblicato sulla rivista seinen Young Gangan, edita da Square Enix dal maggio 2009 al gennaio 2011. La storia è ambientata un anno dopo gli eventi della prima stagione dell'anime e sostituisce quelli che avvengono nella seconda e negli OAV.
Entrambi i manga sono stati pubblicati in Italia, il primo pubblicato nel 2009 da Panini Comics sotto l'etichetta Planet Manga, il secondo nel 2017 da Edizioni BD con l'etichetta J-Pop.

#### Volumi
| Darker than Black (2 volumi)                     | |                        |                   |                        |
| 1                                                | 23 agosto 2007 | ISBN 978-4-048-54115-2 | 31 gennaio 2009   | —                      |
| 1                                                | Capitoli Capitoli 1-4 |                        |                   |                        |
| 2                                                | 24 gennaio 2008 | ISBN 978-4-048-54149-7 | 28 febbraio 2009  | —                      |
| 2                                                | Capitoli Capitoli 5-9 |                        |                   |                        |
| Darker than Black: Un fiore nero pece (4 volumi) | |                        |                   |                        |
| 1                                                | 24 ottobre 2009 | ISBN 978-4-757-52706-5 | 21 settembre 2017 | ISBN 978-88-3275-082-9 |
| 1                                                | Capitoli - 1. Nuvole scure - 2. La ragazza - 3. Fiore nero - 4. Indagine - 5. Pandora - 6. Migliori amiche - 7. Sulla torre - 8. Risveglio |                        |                   |                        |
| 2                                                | 25 marzo 2010 | ISBN 978-4-757-52832-1 | 21 settembre 2017 | ISBN 978-88-3275-083-6 |
| 2                                                | Capitoli - 9. Parcel e Champ - 10. Vendetta - 11. Sotto la maschera - 12. L'uomo che insegue i fiori neri - 13. La quarta sezione contro Harvest - 14. L'attacco di Abigail - 15. Il castello sul mare - 16. Materiale risvegliato                                             |                        |                   |                        |
| 3                                                | 25 settembre 2010 | ISBN 978-4-757-53008-9 | 21 settembre 2017 | ISBN 978-88-3275-084-3 |
| 3                                                | Capitoli - 17. La quarta sezione affari esteri dell'Ufficio per la Pubblica Sicurezza del Dipartimento di Polizia Metropolitana di Tokyo - 18. Assalto - 19. Un plotone potentissimo - 20. Scontro - 21. Capacità di sopravvivenza - 22. Champion - 23. L'incontro - 24. Amici |                        |                   |                        |
| 4                                                | 25 marzo 2011 | ISBN 978-4-757-53177-2 | 21 settembre 2017 | ISBN 978-88-3275-085-0 |
| 4                                                | Capitoli - 25. Risoluzione - 26. Determinazione - 27. La festa del raccolto - 28. L'Oscuro Mietitore - 29. Il segreto del fiore - 30. Cicatrici - 31. Verso il centro della luce - 32. Redenzione finale - Finale. Verso il futuro                                             |                        |                   |                        |

## Darker Than Black: Ryūsei no gemini

### Trama
La notte della terribile "Tokyo Explosion" avvenuta nell'Hell Gate, da un'altra parte del mondo una meteora colpisce un villaggio facendolo scomparire. Sopravvissuti sono un dottore e i suoi due figli Shion e Suo, due gemelli. A causa della meteora però Shion è diventato un Contractor e costretto su una sedia a rotelle a causa della sua ricompensa. Tre anni dopo a Vladivostok, dove la famiglia è andata a vivere, cominciano a comparire una moltitudine di Contractor, le cui azioni sono volte alla cattura di Shion. Tra di essi anche l'Oscuro Mietitore sta cercando il ragazzo per impossessarsi del Meteor Core, ma si imbatterà in sua sorella.

### Sigle
Opening
"Tsukiakari no michishirube" ("Segnale della luce lunare")
Cantata da: Stereopony
Ending
"From Dusk Till Dawn"
Cantata da: Abingdon Boys School

### Episodi
| Nº | Titolo italiano (traduzione letterale) Giapponese 「Kanji」 - Rōmaji                                                             | In onda          | In onda |
| Nº | Titolo italiano (traduzione letterale) Giapponese 「Kanji」 - Rōmaji                                                             | Giapponese       |         |
| 1  | Il gatto nero non sognerà le stelle 「黒猫は星の夢を見ない…」 - Kuroneko wa Hoshi no Yume o Minai...                             | 8 ottobre 2009   |         |
| 2  | La meteora caduta 「堕ちた流星…」 - Ochita Ryūsei...                                                                             | 15 ottobre 2009  |         |
| 3  | Svanendo nella neve 「氷原に消える…」 - Hyōgen ni Kieru...                                                                       | 22 ottobre 2009  |         |
| 4  | L'arca scivola sul lago 「方舟は湖水に揺蕩う…」 - Hakobune wa Kosui ni Tayutau...                                                | 29 ottobre 2009  |         |
| 5  | Il fumo della polvere da sparo si dissolve, la vita si dissolve 「硝煙は流れ、命は流れ…」 - Shōen wa Nagare, Inochi wa Nagare... | 5 novembre 2009  |         |
| 6  | Una dolce fragranza, un animo amaro 「香りは甘く、心は苦く…」 - Kaori wa Amaku, Kokoro wa Nigaku...                              | 12 novembre 2009 |         |
| 7  | La bambola canta ai Kazabana 「風花に人形は唄う…」 - Kazabana ni ningyou wa utau...                                              | 19 novembre 2009 |         |
| 8  | Nei giorni d'estate il sole tremola 「夏の日、太陽はゆれて…」 - Natsu no Hi, Taiyō wa Yurete...                                  | 26 novembre 2009 |         |
| 9  | L'incontro inaspettato di quel giorno 「出会いはある日突然に…」 - Deai wa Aru Hi Totsuzen ni...                                  | 3 dicembre 2009  |         |
| 10 | Il tuo sorriso, là dove si incrociano le menzogne 「偽りの街角に君の微笑みを…」 - Itsuwari no Machikado ni Kimi no Hohoemi o...  | 10 dicembre 2009 |         |
| 11 | Il fondale del mare asciutto, la luna piena 「水底は乾き、月は満ちる…」 - Suitei wa Kawaki, Tsuki wa Michiru...                  | 17 dicembre 2009 |         |
| 12 | END, l'arca delle stelle 「星の方舟」 - Hoshi no Hakobune                                                                        | 24 dicembre 2009 |         |